# Equazione reciproca
Si chiama equazione reciproca un'equazione algebrica scritta nella forma {\displaystyle P(x)=0}, in cui {\displaystyle P(x)} è un polinomio ordinato per valori decrescenti delle potenze dell'incognita {\displaystyle x}, i cui coefficienti estremi e quelli equidistanti da questi siano uguali (equazioni reciproche di prima specie) oppure opposti (equazioni reciproche di seconda specie). Si può notare che qualora un'equazione reciproca di seconda specie abbia grado pari, deve mancare del termine medio che, essendo alla stessa distanza dagli estremi, deve essere uguale al suo opposto.
Se il grado di un'equazione reciproca è dispari, oppure se il grado è pari e l'equazione manca del termine medio, possibili soluzioni sono certamente {\displaystyle 1} oppure {\displaystyle -1} (eventualmente entrambi). La risoluzione di tali equazioni è possibile utilizzando la regola di Ruffini che permette di abbassare il grado dell'equazione stessa.
Si può agevolmente verificare che se un'equazione reciproca ammette la radice {\displaystyle x={\frac {p}{q}}}, allora essa ha come soluzione anche il valore reciproco {\displaystyle x={\frac {q}{p}}}.

## Equazione di terzo grado
- Risoluzione di un'equazione nella forma {\displaystyle ax^{3}+bx^{2}+bx+a=0}: chiaramente -1 è una radice dell'equazione. Infatti raccogliendo a e bx e sviluppando la somma di cubi che ne deriva, si ha:

{\displaystyle a(x^{3}+1)+bx(x+1)=0} ,
ovvero
{\displaystyle a(x+1)(x^{2}-x+1)+bx(x+1)=0}. 
Quindi raccogliendo a fattore parziale dopo aver moltiplicato {\displaystyle a} per {\displaystyle (x^{2}-x+1)} ho: 
{\displaystyle (x+1)[ax^{2}+(b-a)x+a]}(1).
Ricordandosi quindi la (1), si può ottenere l'equazione di secondo grado risolvente senza applicare la regola di Ruffini (ricordandosi che dell'equazione sarà soluzione anche x=-1). 
Altrimenti applicando tale regola, si otterrà sempre la (1) che, per la legge di annullamento del prodotto,avrà per soluzione x=-1 e le soluzioni (reciproche) di:
{\displaystyle ax^{2}+(b-a)x+a=0} .
- Risoluzione di un'equazione nella forma:

{\displaystyle ax^{3}+bx^{2}-bx-a=0}.
Analogamente al caso precedente, 1 è una radice dell'equazione, e quindi applicando la regola di Ruffini possiamo riscrivere l'equazione come
{\displaystyle (x-1)[ax^{2}+(a+b)x+a]=0},
le cui soluzioni sono, per la legge dell'annullamento del prodotto, riconducibili a quelle delle equazioni 
{\displaystyle x-1=0}  e  {\displaystyle ax^{2}+(a+b)x+a=0}.

## Equazione di quarto grado
- Risoluzione di un'equazione nella forma {\displaystyle ax^{4}+bx^{3}+cx^{2}+bx+a\,=\,0}: dobbiamo dividere per {\displaystyle x^{2}} (se x è diverso da zero) e raccogliere per a e per b, ovvero: {\displaystyle a\left(x^{2}+{\frac {1}{x^{2}}}\right)+b\left(x+{\frac {1}{x}}\right)+c=0}. Ponendo {\displaystyle z=x+{\frac {1}{x}}} (e quindi {\displaystyle z^{2}-2=x^{2}+{\frac {1}{x^{2}}}}) l'equazione diventa {\displaystyle az^{2}+bz+c-2a=0}, che si risolve come un'equazione di secondo grado in z. Dopodiché si trovano le soluzioni per l'equazione in x.
- Nel caso di un'equazione {\displaystyle ax^{4}+bx^{3}-bx-a\,=\,0} è facile verificare che 1 e -1 sono radici dell'equazione, e quindi, applicando due volte Ruffini, cioè di fatto dividendo per {\displaystyle (x-1)(x+1)=x^{2}-1}, otteniamo l'equazione di secondo grado {\displaystyle ax^{2}+bx+a=0}, e possiamo trovare la soluzione come unione delle soluzioni trovate in tal modo.